# ماريا إليز تيرنر لادر
ماريا إليز تيرنر لادر (بالإنجليزية: Maria Elise Turner Lauder)‏ (من مواليد 20 فبراير 1833 – 1 يونيو 1922) كانت مؤلفة ومدرسة كندية.